# Ленінградська армія ППО
Ленінгра́дська а́рмія ППО — авіаційне об'єднання сил ППО, повітряна армія ППО РСЧА в Збройних силах СРСР за часів Другої світової війни.
Армія ППО сформована 7 квітня 1942 на основі постанови ДКО від 5 квітня 1945 на базі Ленінградського корпусного району ППО. До грудня 1944 року знаходилася в оперативному підпорядкуванні Ленінградського фронту, потім входила до складу Центрального фронту ППО.
Основне завдання — прикриття від ударів з повітря Ленінграда і шляхів сполучення, у тому числі «Дороги життя». Армія брала активну участь у битві за Ленінград (1941—1944), прикривала війська Ленінградського фронту при проведенні операції по прориву блокади Ленінграда й у Виборзькій операції (1944).

## Склад
Бойовий склад армії включав:
- 7-й винищувальний авіаційний (з липня 1943 року 2-й гвардійський винищувальний авіаційний) корпус ППО
  - 5 винищувальних авіаційних полків,
  - 6 батальйонів аеродромного обслуговування;
  - частини колишнього корпусного району ППО
  - 6 зенітних артилерійських полків
  - два зенітні кулеметні полки
  - два прожекторні полки
  - три полки аеростатів загороджень
  - полк ВНОС
  - окремий зенітний артилерійський дивізіон
  - батальйон зв'язку

З липня 1943 року до складу армії увійшов Ладозький дивізійний район ППО (два зенітні артилерійські полки, 7 окремих зенітних артилерійських дивізіонів). Крім того, в армію включалося до 9 зенітних артилерійських бригад, 7 зенітних артилерійських дивізіонів і інші частини.

## Командування
- Командувачі:
  - генерал-майор берегової служби Г. С. Зашіхин (квітень 1942 — липень 1943);
  - генерал-майор артилерії П. Ф. Рожков (липень 1943 — листопад 1944);
  - генерал-лейтенант артилерії С. І. Макеєв (листопад 1944 — до кінця війни).